# 特定建築物調査員
特定建築物調査員（とくていけんちくぶつちょうさいん）とは、登録特定建築物調査員講習を受講・修了した後、特定建築物調査員資格者証の交付をうけた者。平成28年6月1日施行の建築基準法改正により、従前の「特殊建築物等調査資格者」に変わり創設された。

## 概要
建築基準法第12条第1項によれば、民間建築物のうち安全上、防火上又は衛生上特に重要であるものとして政令で定める建築物及び特定行政庁が指定する建築物の安全確保のための調査を定期的に行い、それを特定行政庁へ報告しなければならないことになっている。また、国等の公共建築物においては、建築基準法第12条第2項の規定により、全ての特定建築物の点検を定期的に行うこととなっている。この定期調査・定期点検を行う者が特定建築物調査員である。なお、一級建築士・二級建築士も定期調査・定期点検を行うことができる。

## 受講資格
- 大学において建築学、土木工学、機械工学、電気工学等に関する課程を卒業し、建築に関する2年以上の実務経験を有する者。
- 3年制短期大学（夜間を除く）において建築学、土木工学、機械工学、電気工学等に関する課程を卒業し、建築に関する3年以上の実務経験を有する者。
- 2年制短期大学、高等専門学校において建築学、土木工学、機械工学、電気工学等に関する課程を卒業し、建築に関する4年以上の実務経験を有する者。
- 高等学校において建築学、土木工学、機械工学、電気工学等に関する課程を卒業し、建築に関する7年以上の実務経験を有する者。
- 建築に関して11年以上の実務経験を有する者。
- 特定行政庁職員として建築行政に関して、2年以上の実務経験を有する者。
- 消防吏員として、5年以上の火災予防業務の実務経験を有する者。
- 甲種消防設備士として、5年以上の実務経験を有する者。
- 防火対象物点検資格者として5年以上の実務経験を有する者。
- 一級建築士、二級建築士、建築基準適合判定資格者の有資格者、既認定資格者。

## 講習
- 講習は、登録特定建築物調査員講習実施機関である、一般財団法人日本建築防災協会が行う。
- 10月上旬～12月上旬において各地で行われる。日程は4日間。

### 講習科目
1. 建築基準法令の構成・概要
2. 建築学概要
3. 特殊建築物等定期調査制度総論
4. 維持保全
5. 建築構造
6. 防火・避難
7. 事故防止
8. 業務基準
9. 修了考査